# DEEP BLOOD
『DEEP BLOOD』（ディープブラッド）は、2007年公開の日本映画である。

## あらすじ
「家政婦募集」の張り紙を見た美香は、面接に廃旅館へ向かう。その廃旅館には省吾という名の一人の青年が住んでいた。省吾の過去も知らず、美香は家政婦としての仕事を、不器用ながらも頑張ろうとしていた。
ある日、省吾の昔の仕事仲間が館を訪ねてきた。館を訪ねてきた男はホストだった。そして美香は、省吾の過去を知ることになる。ホストの世界、そして省吾という青年の運命について。省吾の心の中には深い、深い絆があった。

## キャスト
- 省吾：陽生
- 文倉美香：藤本久美
- 哲也：鮎川優
- 涼太：花木仁志
- アロマ：カルア
- 誠二：中条光一
- バキ：豪
- 千春：マサト
- 美香の父：岩橋健一郎（友情出演）
- 省吾の父：久永廣志
- 省吾の母：マキリン
- ひかり：田川朝月
- 須崎医師 ：時任歩（友情出演）
- 客1 ：倉科編集長（特別出演）
- 客2 ：ポン太（特別出演）